# Murina ussuriensis
Murina ussuriensis is een zoogdier uit de familie van de gladneuzen (Vespertilionidae). De wetenschappelijke naam van de soort werd voor het eerst geldig gepubliceerd door Ognev in 1913.